# Chloracantha
 Chloracantha  G.L.Nesom, D.R.Morgan, S.D.Sundb. & B.B.Simpson, 1991 è un genere di piante angiosperme dicotiledoni della famiglia delle Asteraceae, sottofamiglia Asteroideae, tribù Astereae (North American lineage) e sottotribù Boltoniinae.

## Etimologia
Il nome del genere deriva da due parole greche: "cloros" (= verde), e "akantha" (= spina).
Il nome scientifico del genere è stato definito dai botanici Guy L. Nesom (1945-), David R. Morgan, Scott D. Sundberg (1954-2004) e Beryl Brintnall Simpson (1942-) nella pubblicazione " Phytologia; Designed to Expedite Botanical Publication. New York" ( Phytologia 70(5): 378) del 1991.

## Descrizione
Portamento. Le piante di questo gruppo sono degli subarbusti perenni glabri e glauchi.
Fusto. La parte aerea è alta da 50 a 150 cm con radici rizomatose o stolonifere e fusti eretti con rami bruscamente ascendenti spesso spinosi. 
Foglie. Le foglie lungo il caule sono disposte in modo alternato, sono sessili e facilmente decidue; la lamina, intera (o raramente con 1 - 2 paia di piccoli denti), ha delle forme oblanceolate.
Infiorescenza. Le sinflorescenze sono composte da diversi capolini raccolti in sciolte formazioni corimbose-panicolate. Le infiorescenze vere e proprie sono composte da un capolino terminale peduncolato di tipo radiato con fiori eterogami. I capolini sono formati da un involucro, con ampie forme da emisferiche a elicoidali, composto da 20 - 55 brattee, al cui interno un ricettacolo fa da base ai fiori di due tipi: fiori del raggio e fiori del disco. Le brattee, piatte, con forme variabili da oblungo-ellittiche a lanceolate, con apici da rotondi a lanceolati, con margini ialini e a consistenza erbacea, sono disposte in modo più o meno embricato su 4 - 5 serie. Il ricettacolo in genere è nudo ossia senza pagliette a protezione della base dei fiori; la forma è piano-convessa. Dimensione degli involucri: 4,5 - 7,5 x 5 - 6 mm.
Fiori.  I fiori sono tetra-ciclici (formati cioè da 4 verticilli: calice – corolla – androceo – gineceo) e pentameri (calice e corolla formati da 5 elementi). Si distinguono in:
- fiori del raggio (esterni): da 10 a 33 per capolino, sono femminili e sono disposti su una sola serie; la forma è ligulata (zigomorfa);
- fiori del disco (centrali): sono più numerosi (da 20 a 70) con forme brevemente tubulose (attinomorfe); sono ermafroditi o (raramente) funzionalmente maschili.

- Formula fiorale:

*/x K {\displaystyle \infty }, [C (5), A (5)], G 2 (infero), achenio
- Calice: i sepali del calice sono ridotti ad una coroncina di squame.

- Corolla: 
  - fiori del raggio: la forma della corolla alla base è più o meno tubulosa-imbutiforme, mentre all'apice la ligula è ellittico-lineare; la ligula può terminare con alcuni denti e a maturità si contorce; il colore è bianco;
  - fiori del disco: la forma è strettamente imbutiforme divaricata in 5 lobi; i lobi, patenti o eretti, hanno una forma deltata; il colore è giallo.

- Androceo: l'androceo è formato da 5 stami sorretti da filamenti generalmente liberi; gli stami sono connati e formano un manicotto circondante lo stilo; le teche (produttrici del polline) alla base sono troncate e sono lievemente auricolate (molto raramente sono speronate o hanno una coda); le appendici apicali delle antere hanno delle forme piatte e lanceolate; il tessuto endoteciale (rivestimento interno dell'antera) è quasi sempre polarizzato (con due superfici distinte: una verso l'esterno e una verso l'interno). Il polline è sferico con un diametro medio di circa 25 micron;  è tricolporato (con tre aperture sia di tipo a fessura che tipo isodiametrica o poro) ed è echinato (con punte sporgenti).[10][12]

- Gineceo: l'ovario è infero uniloculare formato da 2 carpelli.[6] Lo stilo (il recettore del polline) è profondamente bifido (con due stigmi divergenti) e con le linee stigmatiche marginali separate.[13] I due bracci dello stilo hanno una forma da acuta a deltoide e possono essere papillosi o ricoperti da ciuffi di peli.

Frutti. I frutti sono degli acheni con pappo; in alcune specie è presente un certo dimorfismo (gli acheni dei fiori del raggio differiscono dagli acheni dei fiori del disco);
- achenio: gli acheni, fusiformi-cilindrici, sono lateralmente compressi con 5 nervature laterali; la superficie è glabra; la parete dell'achenio è formata da celle contenenti rafidi ma prive di fitomelanina; il carpoforo normalmente è anulare;
- pappo: il pappo è formato da 1 - 2 serie di 30 - 60 setole fulve e barbate; le setole sono persistenti; esternamente alle serie di setole può essere presente una coroncina di setole/scaglie.[10]

## Biologia
Impollinazione: l'impollinazione avviene tramite insetti (impollinazione entomogama tramite farfalle diurne e notturne).

Riproduzione: la fecondazione avviene fondamentalmente tramite l'impollinazione dei fiori (vedi sopra).

Dispersione: i semi (gli acheni) cadendo a terra sono successivamente dispersi soprattutto da insetti tipo formiche (disseminazione mirmecoria). In questo tipo di piante avviene anche un altro tipo di dispersione: zoocoria. Infatti gli uncini delle brattee dell'involucro (se presenti) si agganciano ai peli degli animali di passaggio disperdendo così anche su lunghe distanze i semi della pianta. Inoltre per merito del pappo il vento può trasportare i semi anche a distanza di alcuni chilometri (disseminazione anemocora).

## Distribuzione e habitat
Le specie di questo genere sono distribuite in America del Nord e America Centrale.

## Sistematica
La famiglia di appartenenza di questa voce (Asteraceae o Compositae, nomen conservandum) probabilmente originaria del Sud America, è la più numerosa del mondo vegetale, comprende oltre 23.000 specie distribuite su 1.535 generi, oppure 22.750 specie e 1.530 generi secondo altre fonti (una delle checklist più aggiornata elenca fino a 1.679 generi). La famiglia attualmente (2021) è divisa in 16 sottofamiglie; la sottofamiglia Asteroideae è una di queste e rappresenta l'evoluzione più recente di tutta la famiglia.

### Filogenesi
La tribù Astereae (una delle 21 tribù della sottofamiglia Asteroideae) comprende circa 40 sottotribù. In base alle ultime ricerche nella tribù sono stati individuati (provvisoriamente) 5 principali lignaggi:
- Basal grade: include alcuni generi isolati, il gruppo "South American-Oceania",  alcune sottotribù africane e il gruppo dei generi legnosi del Madagascar.
- Bellis lineage: comprende le sottotribù eurasiatiche e una sottotribù africana.
- Aster lineage: include i generi asiatici di Asterinae e i principali gruppi dell'Australia e dell'Oceania.
- Baccharis lineage: include alcuni gruppi sudamericani.
- North American lineage: include la vasta gamma di sottotribù del Nordamerica, Messico e alcuni gruppi distribuiti nel Sudamerica.

Il genere  Chloracantha (insieme alla sottotribù Boltoniinae) è incluso nel lignaggio "North American lineage".
I caratteri distintivi del genere sono:
- l'habitus è sub-arbustivo;
- i fusti sono lunghi da 50 a 250 cm e sono provviste di verdi spine;
- le foglie sono presto decidue;
- gli acheni hanno delle forme cilindriche e sono privi di ali;
- il pappo è formato da setole.

Il numero cromosomico delle specie di questo genere è: 2n = 18.

### Elenco delle specie
Questo genere ha 3 specie:
- Chloracantha ortegae (S.F.Blake) G.L.Nesom
- Chloracantha spinosa  (Benth.) G.L.Nesom
- Chloracantha spinosissima  (Brandegee) G.L.Nesom